# Зоологія
Зооло́гія (дав.-гр. ζωο та λογος) — розділ біології, що вивчає тварин та їхні взаємозв'язки з довкіллям. Наука зоологія досліджує різноманітність тварин, систематизує їх, вивчає їхню зовнішню та внутрішню будову, закономірності їхнього індивідуального та історичного розвитку, їхню еволюцію, поведінку, географічне поширення, функціональну біогеоценотичну й біосферну роль, взаємозв'язки із середовищем та іншими організмами, питання практичного використання і охорони вразливих видів, засоби контролю шкідників і паразитів тощо.

## Розділи зоології та суміжні дисципліни
Базовою зоологічною дисципліною є систематика тварин, її складовими зокрема є таксономія (іноді вважається синонімом систематики) та зоологічна номенклатура (регулюється Міжнародним кодексом зоологічної номенклатури).
За систематичним положенням тварин виділяють наступні розділи зоології, що у різні способи вивчають окремі групи тварин: теріологія, орнітологія, герпетологія, іхтіологія, малакологія, ентомологія, карцинологія, акарологія, арахнологія, гельмінтологія тощо. 
Також виділяють зоологію безхребетних і зоологію хребетних.
Основними розділами зоології за підходами та методами вивчення тварин є наступні: морфологія тварин (зокрема анатомія), порівняльна анатомія тварин, еволюційна біологія тварин, етологія, екологія тварин, зоогеографія, фауністика, палеозоологія тощо.
Класично, до початку 21 століття, в складі зоології розглядалася також протозоологія, однак найпростіші не є тваринами за сучасними уявленнями і в сучасних зоологічних підручниках вони не розглядаються, цих істот вивчає протистологія.
Суміжними дисциплінами або міждисциплінарними з зоологією напрямками є екологія, охорона природи (консерваційна біологія, созологія), паразитологія, епідеміологія, протистологія, гідробіологія, морська біологія, біогеографія, біоспелеологія, палеонтологія, антропологія, популяційна генетика, біомеханіка, фізіологія, цитологія, гістологія, ембріологія, біологія розвитку, генетика, космічна біологія, ветеринарія, захист рослин, мисливствознавство тощо.
Важливою частиною сучасної зоології, перш за все зоологічної таксономії, є застосування методів молекулярної біології, відповідний напрямок часто розглядають як складову молекулярної екології.
У більшості зоологічних досліджень застосовуються методи статистики.

## Провідні установи

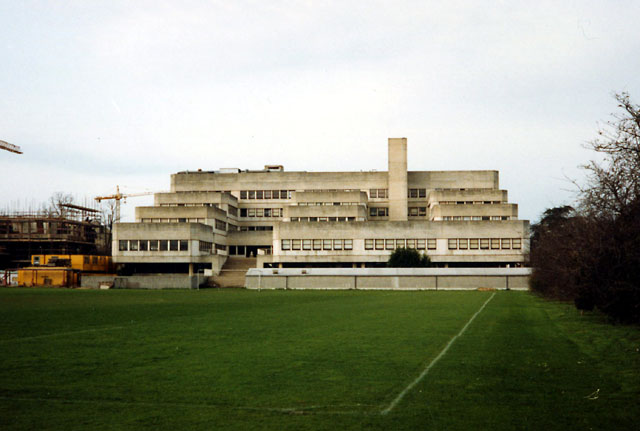
Центральний корпус Оксфордського університету («Будівля Тінбергена»)

В Україні провідною науковою установою загально-зоологічного профілю є Інститут зоології імені І. І. Шмальгаузена НАН України.
Аналогічні фундаментальні науково-дослідні зоологічні заклади існують також в багатьох інших країнах світу, наприклад, Музей та інститут зоології Польської академії наук у Варшаві, Зоологічний інститут Російської академії наук, Інститут зоології Китайської академії наук у Куньміні, Інститут зоології Зоологічного товариства Лондона, Академія природничих наук Дрексельського університету (Філадельфія, США), Мадагаскарський центр біорізноманіття тощо.
Одним з найбільших зоологічних центрів у світі є Відділення зоології Оксфордського університету, що включає зокрема три науково-дослідних інститути.
Одними з найбільш відомих зоологічних установ у світі є Музей природознавства у Лондоні та Національний музей природознавства у Парижі, що не лише зберігають та експонують колекції тварин, але є і великими науково-дослідними центрами. Так само в більшості великих природознавчих музеїв світу містяться науково-дослідні відділи, що проводять дослідження у галузі зоології.

## Зоологічні товариства та нагороди
Найдавнішим зоологічним товариством є засноване 1788 року Лондонське Ліннеївське товариство, членство в якому отримують найвидатніші зоологи та ботаніки. Однією з нагород товариства є Медаль Ліннея, найпрестижніша міжнародна наукова нагорода у галузях зоології та ботаніки.
Серед найстаріших і найавторитетніших зоологічних товариств також Зоологічне товариство Лондона (засноване 1826 року). Щорічно товариство вручає Медаль Фрінк, нагороду за видатний внесок у розвиток зоології (тільки британським вченим).
Престижною нагородою у галузі зоології є також Медаль Даніеля Жиро Елліота Національної академії наук США (за рідкісними виключеннями нагороджуються науковці, що працюють в установах США, зокрема у 1941 році — українець Феодосій Добжанський).
Переважна більшість зоологічних нагород є регіональними і вручаються лише представникам однієї країни або регіону. Наприклад, престижною науковою нагородою у галузі зоології (а також ботаніки і геології) є Медаль Кларка, яка однак вручається лише за дослідження що стосуються Австралії.
В Україні не існує загально-зоологічного товариства, проте існують товариства за окремими розділами зоології: Українське ентомологічне товариство, Українське наукове товариство паразитологів, Українське орнітологічне товариство імені К. Ф. Кесслера, Західноукраїнське орнітологічне товариство, Українське теріологічне товариство НАН України, Українське герпетологічне товариство.
Найвищою нагородою у галузі зоології в Україні є Премія НАН України імені І. І. Шмальгаузена. До 1993 року, коли було запроваджено цю премію, за видатні здобутки у галузі зоології (серед інших дисциплін) українським науковцям вручалася Премія імені Д. К. Заболотного АН УРСР.

## Деякі найвідоміші зоологи України
| - Криницький Іван Андрійович (1797—1838) - Петруський Станіслав Костянтин (1811—1874) - Кесслер Карл Федорович (1815—1881) - Новицький Максиміліан (1826—1890) - Дибовський Бенедикт Тадеуш (1833—1930) - Ковалевський Олександр Онуфрійович (1840—1901) - Бобрецький Микола Васильович (1843—1907) - Мечников Ілля Ілліч (1845—1915) - Ломницький Мар'ян Алоїз (1845—1915) - Заленський Володимир Володимирович (1847—1918) - Переяславцева Софія Михайлівна (1849—1903) - Совинський Василь Карлович (1853—1917) - Коротнєв Олексій Олексійович (1854—1915) - Павлова Марія Василівна (1854—1938) - Кащенко Микола Феофанович (1855—1935) - Браунер Олександр Олександрович (1857—1941) - Нікольський Олександр Михайлович (1858—1942) - Караваєв Володимир Опанасович (1864—1939) - Воскобойников Михайло Михайлович (1873—1942) - Артоболевський Володимир Михайлович (1874—1952) - Кушакевич Сергій Юхимович (1878—1920) - Третьяков Дмитро Костянтинович (1878—1950) - Белінг Дмитро Євстахійович (1882—1949) - Пузанов Іван Іванович (1882—1971) - Шмальгаузен Іван Іванович (1884—1963) - Шарлемань Микола Васильович (1887—1970) - Звєрезомб-Зубовський Євген Васильович (1890—1967) - Парамонов Сергій Якович (1894—1967) - Медведєв Сергій Іванович (1899—1979) - Савчук Микола Панасович (1899—1976) - Добржанський Феодосій Григорович (1900—1975) - Касьяненко Володимир Григорович (1901—1981) - Кістяківський Олександр Богданович (1904—1983) - Лукін Єфим Іудович (1904—1999) - Маркевич Олександр Прокопович (1905—1999) - Підоплічко Іван Григорович (1905—1975) - Балінський Борис Іванович (1905—1997) - Здун Всеволод Ілліч (1907—1999) - Кришталь Олександр Пилипович (1908—1985) - Савченко Євген Миколайович (1909—1994) - Гіляров Меркурій Сергійович (1912—1985) - Воїнственський Михайло Анатолійович (1916—1996) | - Мамонтова Віра Олексіївна (1917—2016) - Кулаківська Ольга Петрівна (1920—2005) - Єрмоленко Валерій Михайлович (1920—2006) - Татаринов Костянтин Адріанович (1921—2001) - Смогоржевський Леонід Олександрович (1921—1996) - Смогоржевська Лідія Олексіївна (1926—2010) - Муріна Галина-Ванцетті Василівна (1927—2018) - Щербак Микола Миколайович (1927—1998) - Топачевський Вадим Олександрович (1930—2004) - Щербак Галина Йосипівна (1930—2022) - Монченко Владислав Іванович (1932—2016) - Ключко Зоя Федорівна (1933—2016) - Шарпило Віктор Петрович (1933—2005) - Долін Володимир Гдаліч (1934—2004) - Крочко Юлій Іванович (1934—2007) - Зерова Марина Дмитрівна (1934—2021) - Бровдій Василь Михайлович (1935—2022) - Стадниченко Агнеса Полікарпівна (нар. 1935) - Францевич Леонід Іванович (1935—2024) - Некрутенко Юрій Павлович (1936—2010) - Акімов Ігор Андрійович (1937—2021) - Корнюшин Вадим Васильович (нар. 1937) - Гершензон Злата Сергіївна (нар. 1939) - Вервес Юрій Григорович (1946—2021) - Ємельянов Ігор Георгійович (нар. 1947) - Волох Анатолій Михайлович (нар. 1950) - Радченко Володимир Григорович (нар. 1952) - Радченко Олександр Григорович (нар. 1955) - Корнєєв Валерій Олексійович (нар. 1956) - Єфетов Костянтин Олександрович (нар. 1958) - Харченко Віталій Олександрович (нар. 1958) - Аністратенко Віталій Вячеславович (нар. 1960) - Перковський Євген Едуардович (нар. 1961) - Ткач Василь Володимирович (нар. 1963) - Капрусь Ігор Ярославович (нар. 1963) - Горб Станіслав Миколайович (нар. 1965) - Утєвський Сергій Юрійович (нар. 1967) - Дзеверін Ігор Ігорович (нар. 1967) - Кузьмін Юрій Ігорович (нар. 1969) - Гумовський Олексій Васильович (нар. 1973) - Квач Юрій Валерійович (нар. 1977) - Гольдін Павло Євгенович (нар. 1978) |

## Деякі найвідоміші закордонні зоологи
| - Арістотель (384—322 до н.е.) - Конрад Геснер (1516—1565) - Марія Сибілла Меріан (1647—1717) - Карл Лінней (1707—1778) - Отто Фрідріх Мюллер (1730—1784) - Жан Батист Ламарк (1744—1829) - Йоганн Християн Фабрицій (1745—1808) - Александер фон Гумбольдт (1769—1859) - Жорж Леопольд Кюв'є (1769—1832) - Етьєн Жоффруа Сент-Ілер (1772—1844) - Крістіан Ґоттфрід Ернберг (1795—1876) - Джон Едвард Грей (1800—1885) - Чарлз Дарвін (1809—1882) - Альфред Рассел Воллес (1823—1913) - Жан Анрі Фабр (1823—1915) - Томас Генрі Гакслі (1825—1895) - Альфред Брем (1829—1884) - Альберт Гюнтер (1830—1914) - Ернст Геккель (1834—1919) - Отто Бючлі (1848—1922) - Джордж Альберт Буленджер (1858—1937) - Олексій Сєверцов (1866—1936) - Валентин Догель (1882—1955) - Карл Фріш (1886—1982) - Джордж Гейлорд Сімпсон (1902—1984) - Конрад Лоренц (1903—1989) - Ернст Майр (1904—2005) - Ніколас Тінберген (1907—1988) - Міріам Ротшильд (1908—2005) - Юджин Одум (1913—2002) | - Джеральд Даррелл (1925—1995) - Девід Аттенборо (нар. 1926) - Десмонд Морріс (нар. 1928) - Едвард Осборн Вілсон (1929—2021) - Вільям Кемпбелл (нар. 1930) - Дайан Фоссі (1932—1985) - Імператор Акіхіто (нар. 1933) - Джейн Гудолл (нар. 1934) - Роберт Мей (1936—2020) - Ерік Піанка (1939—2022) - Річард Докінз (нар. 1941) - Джеймс Паттон (нар. 1941) - Стівен Гулд (1941—2002) - Томас Кавальє-Сміт (1942—2021) - Луїза Емонс (нар. 1943) - Маріан Докінз (нар. 1945) - Майк Арчер (нар. 1945) - Біруте Галдікас (нар. 1946) - Девід Макдональд (нар. 1951) - Ілкка Ханскі (1953—2016) - Філіп Буше (нар. 1953) - Дольф Шлютер (нар. 1955) - Майкл Бентон (нар. 1956) - Вільям Сазерленд (нар. 1956) - Девід Гілліс (нар. 1958) - Аксель Майр (нар. 1960) - Петер Голланд (нар. 1963) - Пітер Дашак (нар. бл. 1960-65) - Бен Шелдон (нар. 1967) - Емма Джонстон (нар. 1973) |

## Сучасні підручники та довідники англійською
Наведені книжки можна знайти в Library Genesis.
Загальнозоологічні підручники
- Hickman C. et al. 2023. Integrated Principles of Zoology. 19th Edition. New York: McGraw-Hill. 944 pp. ISBN 978-1266263293.
- Miller S., Tupper T. 2023. Zoology. 12th Edition. New York: McGraw-Hill. 640 pp. ISBN 978-1266113598.

Підручники з зоології безхребетних
- Brusca R., Giribet G.[en], Moore W. 2022. Invertebrates. 4th Edition. Oxford University Press. 1104 pp. ISBN 978-0197554418.
- Pechenik J. 2014. Biology of the Invertebrates. 7th Edition. New York: McGraw-Hill. 624 pp. ISBN 978-0073524184
- Ruppert E. Fox R., Barnes R. 2003. Invertebrate Zoology: A Functional Evolutionary Approach. 7th Edition. Belmont: Cengage Learning. 1008 pp. ISBN 978-0030259821.
- Schierwater B., DeSalle R. 2021. Invertebrate Zoology: A Tree of Life Approach. Boca Raton: CRC Press. 628 pp. ISBN 978-0367685676.

Підручники з зоології хребетних
- Pough H. et al. 2022. Vertebrate Life. 11th Edition. Oxford University Press. 656 pp. ISBN 978-0197558621.
- Kardong K. 2019. Vertebrates: Comparative Anatomy, Function, Evolution. 8th Edition. New York: McGraw-Hill. 816 pp. ISBN 978-1259700910.
- Linzey D. 2020. Vertebrate Biology: Systematics, Taxonomy, Natural History, and Conservation. 3rd Edition. Baltimore: Johns Hopkins University Press. 744 pp. ISBN 978-1421437330.

Підручники з ентомології
- Gullan P., Cranston P. 2014. The Insects: An Outline of Entomology. 5th Edition. Wiley-Blackwell. 624 pp. ISBN 978-1118846155.
- McGavin G.[en] et al. 2023. Essential Entomology. 2nd Edition. Oxford University Press. 336 pp. ISBN 978-0192843128.

Підручники з іхтіології
- Burton D., Burton M. 2017. Essential Fish Biology: Diversity, Structure, and Function. Oxford University Press. 448 pp. ISBN 978-0198785569.
- Facey D. et al. 2022. The Diversity of Fishes: Biology, Evolution and Ecology. 3rd Edition. Wiley. 720 pp. ISBN 978-1119341918.

Підручники з герпетології
- Pough H. et al. 2015. Herpetology. 4th Edition. Oxford University Press. 744 pp. ISBN 978-1605352336.
- Vitt L., Caldwell J. 2013. Herpetology. An Introductory Biology of Amphibians and Reptiles. 4th Edition. Academic Press. 776 pp. ISBN 978-0123869197.

Підручники з орнітології
- Lovette I., Fitzpatrick J.[en] (Eds.). 2016. Handbook of Bird Biology. 3rd Edition. Cornell Lab of Ornithology, Wiley-Blackwell. 736 pp. ISBN 978-1118291054.
- Scott G. 2020. Essential Ornithology. 2nd Edition. Oxford University Press. 176 pp. ISBN 978-0198804741.

Підручники з теріології
- Feldhamer G. et al. 2020. Mammalogy: Adaptation, Diversity, Ecology. 5th Edition. Baltimore: Johns Hopkins University Press. 744 pp. ISBN 978-1421436524.
- Vaughan T. et al. 2013. Mammalogy. 6th Edition. Jones & Bartlett Learning. 756 pp. ISBN 978-1284032093.

Підручники з поведінки тварин
- Alcock J.[en], Rubenstein D. 2018. Animal Behavior. 11th Edition. Oxford University Press. 672 pp. ISBN 978-1605355481.
- Breed M., Moore J. 2022. Animal Behavior. 3rd Edition. Academic Press. 600 pp. ISBN 978-0128195581.
- Nordell S., Valone T. 2020. Animal Behavior: Concepts, Methods, and Applications. 3rd Edition. Oxford University Press. 560 pp. ISBN 978-0190924232.

Інше
- Benton M. (ed.) 2019. Cowen's History of Life. 6th Edition. Wiley-Blackwell. 400 pp. ISBN 978-1119482215.
- Benton M., Harper D. 2020. Introduction to Paleobiology and the Fossil Record. 2nd Edition. Wiley-Blackwell. 656 pp. ISBN 978-1119272854.
- Dingle H. 2014. Migration: The Biology of Life on the Move. 2nd Edition. Oxford University Press. 338 pp. ISBN 978-0199640393.
- Herron J., Freeman S. 2013. Evolutionary Analysis. 5th Edition. Pearson. 864 pp. ISBN 978-0321616678.
- Hosey G., Melfi V. 2019. Anthrozoology: Human-Animal Interactions in Domesticated and Wild Animals. Oxford University Press. 168 pp. ISBN 978-0198753629.
- Houston E. (ed.) 2019. Zoology: Inside the Secret World of Animals. New York: DK, Smithsonian. 416 pp. ISBN 978-1465482518.
- Lomolino M., Riddle B., Whittaker R. 2016. Biogeography. 5th Edition. Oxford University Press. 784 pp. ISBN 978-1605354729.
- Newton I.[en] 2023. The Migration Ecology of Birds. 2nd Edition. Academic Press. 724 pp. ISBN 978-0128237519.
- Rowe G., Sweet M., Beebee T. 2017. An Introduction to Molecular Ecology. 3rd Edition. Oxford University Press. 552 pp. ISBN 978-0198716990.
- Schmid-Hempel P. 2021. Evolutionary Parasitology. 2nd Edition. Oxford University Press. 572 pp. ISBN 978-0198832157.
- Smith D., Schenk M. 2021. Exploring Zoology: A Laboratory Guide. 3rd Edition. Englewood: Morton Publishing Company. 592 pp. ISBN 978-1640432055.
- Van Dyke F., Lamb R. 2020. Conservation Biology: Foundations, Concepts, Applications. 3rd Edition. Springer. 644 pp. ISBN 978-3030395322.
- Whitlock M., Schluter D.[en] 2020. The Analysis of Biological Data. 3rd Edition. Freeman. 848 pp. ISBN 978-1319226237.

## Підручники українською
- Зоологія безхребетних / Г. Й. Щербак, Д. Б. Царичкова, Ю. Г. Вервес. — Книга 1 [Архівовано 9 вересня 2021 у Wayback Machine.], книга 2 [Архівовано 10 вересня 2021 у Wayback Machine.], книга 3 [Архівовано 11 вересня 2021 у Wayback Machine.]. — Київ : Либідь, 1995, 1996, 1997. — 320 с., 320 с., 352 с.
- Зоологія безхребетних / Г. Й. Щербак, Д. Б. Царічкова. — Друге видання. — Київ : Київський університет, 2008. — 620 с.
- Зоологія : навчальний посібник / О. В. Пархоменко, О. В. Барабаш, А. А. Безродна [та ін.]. — Київ: НПУ ім. М. П. Драгоманова, 2006. — 152 с. — Бібліогр.: с. 151. — ISBN 966-660-299-7
- Зоологія хордових : підручник / Й. В. Царик, І. С. Хамар, І. В. Дикий, І. М. Горбань, В. В. Лєснік, Є. Б. Сребродольська; ред.: Й. В. Царик. — Львів : Львівський національний університет ім. І. Франка, 2015. — 354, [1] c.
- Зоологія з основами екології : підручник / А. Ф. Сеник, О. П. Кулаківська. — 2-ге вид. — Львів : Каменяр, 2008. — 287 c.
- Зоологія : курс лекцій / Л. М. Согур. — К. : Фітосоціоцентр, 2004. — 308 с. — ISBN 966-306-052-4.
- Цузмер М. Зоологія: Підручник для гімназії. — Ганновер : Рідна Школа, 1947. — 248 с.